# Gerhard Ludwig Müller
Gerhard Ludwig Müller (sinh 1947) là một Hồng y người Đức của Giáo hội Công giáo Rôma. Ông từng đảm nhiệm vị trí Tổng trưởng Thánh bộ Giáo lý Đức Tin cùng nhiều chức danh quan trọng đi kèm. Hiện chưa rõ chức vụ tiếp theo ông sắp được bổ nhiệm.

## Tiểu sử
Hồng y Müller sinh ngày 31 tháng 12 năm 1947 tại Mainz, thuộc Giáo phận Mainz, Đức. Sau quá trình tu học, ông được thụ phong nơi giáo phận Mainz vào ngày 11 tháng 2 năm 1978, bởi Hồng y Hermann Volk, Giám mục chính tòa Mainz.
Ngày 1 tháng 10 năm 2002, Tòa Thánh bổ nhiệm linh mục Müller làm Giám mục chính tòa Giáo phận Regensburg. Lễ tấn phong cho Tân giám mục đã được cử hành vào ngày 24 tháng 11 cùng năm. Nghi thức tấn phong được cử hành bởi chủ phong Hồng y Friedrich Wetter, Tổng giám mục Tổng giáo phận München und Freising (còn gọi là Munich). Phụ phong gồm có ba giáo sĩ khác gồm Hồng y Karl Lehmann, Giám mục Mainz; Manfred Müller, nguyên Giám mục Regensburg và Giám mục Vinzenz Guggenberger, Phụ tá Giáo phận Regensburg. Tân giám mục chọn cho mình khầu hiệu:Dominus Jesus.
Ngày 2 tháng 7 năm 2012, Giáo hoàng Biển Đức XVI kêu mời Giám mục Müller về phục vụ Giáo triều Rôam, thăng Tổng giám mục, bổ nhiệm làm Tổng trưởng Thánh bộ Giáo lý Đức Tin. Đi kèm với chức danh này là các chức danh Chủ tịch Ủy ban Kinh thánh Giáo hoàng, Chủ tịch Ủy ban Giáo hoàng "Ecclesia Dei" và Chủ tịch Ủy ban Thần học Quốc tế.
Tân Giáo hoàng Phanxicô sau khi đắc cử đã tái bổ nhiệm ông vào vị trí này. Sau đó, trong Công nghị Hồng y 2014 cử hành ngày 22 tháng 2, Giáo hoàng vinh thăng Tổng giám mục Gerhard Ludwig Müller tước Hồng y Nhà thờ Sant’Agnese in Agone. Ngày 14 tháng 9 cùng năm, ông đã đến nhận ngai tòa nhà thờ này.
Ngày 1 tháng 7 năm 2017, Tòa Thánh bất ngờ loan tin Giáo hoàng Phanxicô quyết định không tái bổ nhiệm Hồng y Müller sau 5 năm nhiệm kì, lí do có thể là quan điểm đối lập với Giáo hoàng về một Giáo hội cởi mở hơn.